# Житлово-комунальне господарство Волинської області

## Загальна характеристика
Житлово-комунальне господарство області в кількості 85 одиниць в складі  підприємств комунальної теплоенергетики, водопровідно-каналізаційного господарства, обслуговування житлового фонду, міськелектротранспорту, благоустрою населених пунктів із загальною кількістю працюючих понад 6,6 тис. чоловік надає щорічно послуг  та виробляє продукції на суму понад  370 млн гривень.

## Житловий фонд області
На 01.01.2010 року на балансі житлово-експлуатаційних підприємств області знаходилось 3820 житлових будинків, нараховує 97316 квартир, із них 85053 або 87,4 відсотка – приватизовані. У ветхому і  аварійному стані перебуває 383 житлових будинків загальною площею 51,6 тис.кв.м, у яких проживає 3392 мешканці.

### Ліфтове господарство
В області станом на 01.01.2010 налічувалося 907 ліфтів, з них 297 відпрацювали понад 25 нормативних років.

## ОСББ
Станом на 01.10.2010 в області створено 302 об’єднання співвласників багатоквартирних будинків, діє 34 підприємства комунальної власності, 1 – приватної, 1- житлово-будівельний кооператив.

## Водопровідні мережі
Послуги централізованого водопостачання та водовідведення здійснюють 6 комунальних підприємств  та 21 виробниче  управління, які перебувають у власності територіальних громад міст, сіл і селищ міського типу.
Водопостачання  населених пунктів області  забезпечується із підземних джерел, де експлуатується 227 водозабірних свердловин комунальних водопроводів. Протяжність  комунальних водогонів та водопровідних мереж у населених пунктах області становить 1116 км, (крім сільської місцевості), по водовідведенню – 753 км (крім сільської місцевості). У ветхому і аварійному стані перебуває 387,7 км водопроводу та майже 75 км каналізаційних мереж, що становить відповідно 34 та 10 відсотків  від загальної мережі. Втрати в системах водопостачання становлять від 5 до 30 відсотків.

## Теплопостачання
Забезпечення споживачів теплом здійснюють 15 комунальних теплопостачальних підприємства та гарячою водою – 5 підприємств. На балансі цих підприємств знаходяться 223 котельні (з них 212 працюють на природному газі, 11 – на твердому паливі) загальною потужністю 1003,1 Гкал/год, 61 центральний тепловий пункт, 303,1  км теплових мереж у двотрубному  обчисленні, з них ветхих і аварійних - 94,8  км.

## Міський електротранспорт
Транспортне обслуговування населення обласного центру електротранспортом забезпечує Луцьке підприємство електротранспорту. Станом на 01.10.2010 року на балансі обліковується 89 пасажирських тролейбуси,  з яких 80 експлуатуються понад 10 років. Найбільша проблема підприємства – старіння рухомого складу.

## Благоустрій
Із 24 існуючих сміттєзвалищ та полігонів області, які знаходяться на обслуговуванні у комунальних підприємств, переважна більшість  не відповідає санітарно-гігієнічним вимогам: сміття своєчасно не присипається ґрунтом, більшість працюють у режимі перевантаження, практично на жодному з них не збирається та не знешкоджується фільтрат. Парк сміттєвозів комунальної власності становить 80 одиниць, їх зношеність  становить 75 відсотків.
Протяжність вулично-дорожньої мережі комунальної власності в населених пунктах області становить 1341 км, у тому числі із твердим покриттям – 823,3  км, 247 км доріг із твердим покриттям  потребують  проведення  реконструкції, 184 км - капітального  ремонту. Є необхідність у будівництві нових доріг

## Ритуальне обслуговування
Ритуальні послуги в області надають 9 комунальних підприємств. У населених пунктах області  знаходиться 867 кладовищ , з них 857- діючих.